# Duidaea
Duidaea S.F.Blake, 1931 è un genere di piante angiosperme eudicotiledoni della famiglia delle Asteraceae.

## Descrizione
Le specie di questa voce sono piante perenni con portamenti arbustivi (con base legnosa). Sono presenti anche piccoli alberi.
Le foglie lungo il caule sono a disposizione alternata oppure sono disposte in dense spirali. La forma delle lamine è intera e semplice con contorno più o meno lineare o lineare-lanceolato oppure oblanceolato. Le stipole sono assenti.
Le infiorescenze sono composte da capolini discoidi, solitari, mediamente pedicellati, in posizione ascellare o subterminale. I capolini, omogami, sono formati da un involucro a forma emisferica o da cilindrica a campanulata, composto da brattee (o squame) all'interno delle quali un ricettacolo fa da base ai fiori (da 8 a 24). Le brattee disposte su tre serie in modo embricato sono di vario tipo con forme da ovate a lanceolate. Il ricettacolo, a forma lievemente convessa e pubescente, è nudo.
I fiori sono tetra-ciclici (ossia sono presenti 4 verticilli: calice – corolla – androceo – gineceo) e pentameri (ogni verticillo ha 5 elementi). I fiori sono ermafroditi, actinomorfi (raramente possono essere zigomorfi) e fertili. In genere i fiori centrali sono bisessuali e tubulosi; quelli periferici sono ligulati e sterili.
- Formula fiorale:

*/x K {\displaystyle \infty }, [C (5), A (5)], G 2 (infero), achenio
- Calice: i sepali del calice sono ridotti ad una coroncina di squame.
- Corolla: la corolla è bilabiata; il labbro esterno è corto con 3 denti, scarsamente incurvato o apparentemente attorcigliato; quello interno è formato da due lunghi e attorcigliati lobi; i lobi sono lunghi e arrotondati; i colori sono bianco, rosso o porpora.
- Androceo: gli stami sono 5 con filamenti liberi, glabri o papillosi e distinti, mentre le antere sono saldate in un manicotto (o tubo) circondante lo stilo. Le antere in genere hanno una forma sagittata con base caudata e appendice lunga, rugosa o pelosa, ottusa o acuta. Il polline normalmente è tricolporato a forma sferica, più o meno echinato.
- Gineceo: lo stilo, privo del nodo basale,, è filiforme; gli stigmi dello stilo sono due divergenti, moderatamente lunghi, incurvati/attorcigliati a maturità e apici ottusi o troncati. L'ovario è infero uniloculare formato da 2 carpelli. L'ovulo è unico e anatropo.

I frutti sono degli acheni con pappo. La forma dell'achenio è cilindrica con 10 coste e con superficie glabra o sparsamente setosa. Il pericarpo può essere di tipo parenchimatico, altrimenti è indurito (lignificato) radialmente. Il capopodium (il ricettacolo alla base del gineceo) ha delle forme anulari o brevemente cilindriche. I pappi, formati da 2 serie di setole capillari o barbate o densamente piumose, decidue o persistenti, sono direttamente inseriti nel pericarpo o connati in un anello parenchimatico posto sulla parte apicale dell'achenio. L'endosperma è del tipo cellulare.

## Biologia
- Impollinazione: l'impollinazione avviene tramite insetti (impollinazione entomogama tramite farfalle diurne e notturne).
- Riproduzione: la fecondazione avviene fondamentalmente tramite l'impollinazione dei fiori (vedi sopra).
- Dispersione: i semi (gli acheni) cadendo a terra sono successivamente dispersi soprattutto da insetti tipo formiche (disseminazione mirmecoria). In questo tipo di piante avviene anche un altro tipo di dispersione: zoocoria. Infatti gli uncini delle brattee dell'involucro si agganciano ai peli degli animali di passaggio disperdendo così anche su lunghe distanze i semi della pianta.

## Distribuzione e habitat
La distribuzione delle specie di questo genere è venezuelana.

## Tassonomia
La famiglia di appartenenza di questa voce (Asteraceae o Compositae, nomen conservandum) probabilmente originaria del Sud America, è la più numerosa del mondo vegetale, comprende oltre 23.000 specie distribuite su 1.535 generi, oppure 22.750 specie e 1.530 generi secondo altre fonti (una delle checklist più aggiornata elenca fino a 1.679 generi). La famiglia attualmente (2021) è divisa in 16 sottofamiglie.

### Filogenesi
Il genere Duidaea appartiene alla tribù Stifftieae della sottofamiglia Stifftioideae. Nell'ambito della tribù questo genere appartiene al clade denominato "Gongylolepis Clade" formato dai seguenti generi: Achnopogon, Duidaea, Eurydochus, Glossarion, Gongylolepis, Neblinaea, Quelchia e Salcedoa. Il "Gongylolepis Clade" insieme al "Hyaloseris Clade" formano un "gruppo fratello" e rappresentano il "core" della tribù.

### Elenco delle specie
Questo genere comprende 4 specie:
- Duidaea marahuacensis Steyerm., 1978 - Distribuzione: Venezuela
- Duidaea pinifolia S.F.Blake, 1931 - Distribuzione: Venezuela
- Duidaea rubriceps S.F.Blake, 1931 - Distribuzione: Venezuela
- Duidaea tatei S.F.Blake, 1931 - Distribuzione: Venezuela